# Gmina Sauga
Gmina Sauga (est. Sauga vald) – gmina wiejska w Estonii, w prowincji Parnawa.
W skład gminy wchodzi:
- 1 miasto: Sauga
- 10 wsi: Eametsa, Kiisa, Kilksama, Nurme, Pulli, Räägu, Rütavere, Tammiste, Urge, Vainu.